# Euphorbia barnhartii

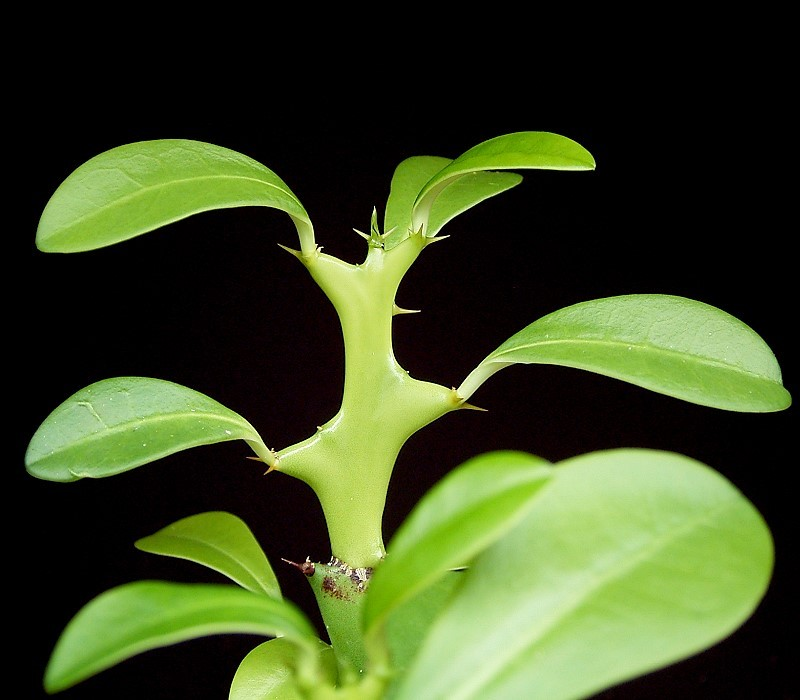
Eine junge Triebspitze

Euphorbia barnhartii ist eine Pflanzenart aus der Gattung Wolfsmilch (Euphorbia) in der Familie der Wolfsmilchgewächse (Euphorbiaceae).

## Beschreibung
Die sukkulente Euphorbia barnhartii bildet Sträucher mit einer lockeren Verzweigung bis in 2 Meter Höhe aus. Die dreikantigen Triebe sind an den Kanten geflügelt. An den Kanten stehen Zähne mit tiefen Einbuchtungen bis 6 Zentimeter voneinander entfernt. Die Dornschildchen sind klein und es werden nur kurze Dornen ausgebildet. Die sehr kleinen Nebenblattdornen sind weich. Die sitzenden Blätter sind verkehrt eiförmig und werden bis 5 Zentimeter lang und 4,5 Zentimeter breit.
Der Blütenstand besteht aus einzelnen und einfachen Cymen, die nahezu sitzend sind. Der Fruchtknoten ist ebenfalls fast sitzend. Über die Früchte und Samen ist nichts bekannt.

## Verbreitung und Systematik
Euphorbia barnhartii ist in Indien auf dem Dekkan-Plateau und auf den Andamanen verbreitet. Sie ist aber auch in Thailand in Wäldern zu finden.
Euphorbia barnhartii gehört zur Sektion Euphorbia der Untergattung Euphorbia. Die Erstbeschreibung der Art erfolgte 1934 durch Léon Camille Marius Croizat.  Er ersetzte das illegitime Synonym Euphorbia trigona Roxb. (1832, nom. illeg., ICN Art. 53.1).
Die Art gilt als ein Synonym von Euphorbia lacei.

## Nachweise